# Dieter Volpert
Dieter Volpert (* 22. Februar 1937; † 28. Februar 2019) war ein deutscher Religionspädagoge und Schriftsteller.

## Leben und Karriere
Dieter Volpert studierte in Heidelberg, Bonn, Berlin und San Francisco Psychologie, Philosophie, Theologie und Religionswissenschaft. Er unterrichtete bis zu seiner Pensionierung im Jahr 1999 evangelische Religion an einem Berufsschulzentrum in Freiburg. In der Religionspädagogik ist er durch seine Veröffentlichungen mit Rudolf Mack bekannt. Er lebte in Wertheim.

## Werke
Schulbücher
- (mit Rudolf Mack) Auf der Suche nach einer menschenfreundlichen Moral: Gesellschaftliche Normen als Problem theologischer Ethik. Calwer Verlag, Stuttgart 1980, 7. Auflage 1994, ISBN 3-7668-3300-6 (Oberstufe Religion. Heft 4, Materialheft).
- (mit Eberhard Röhm) Auf der Suche nach einer menschenfreundlichen Moral: Gesellschaftliche Normen als Problem theologischer Ethik. Calwer Verlag, Stuttgart 1980, 3. Auflage 1994, ISBN 3-7668-3301-4 (Oberstufe Religion. Heft 4, Lehrerheft).
- (mit Rudolf Mack) Der Mann aus Nazareth: Jesus Christus. Calwer Verlag, Stuttgart 1981, ISBN 3-7668-0690-4 (Oberstufe Religion. Heft 7, Materialband), ISBN 3-7668-0689-0 (Oberstufe Religion. Heft 7, Lehrerheft).
- (mit Rudolf Mack) Kennen Sie die Zehn Gebote? Biblische Normen und verantwortliches Handeln. Calwer Verlag, Stuttgart 1985, 2. Auflage 1990, ISBN 3-7668-0767-6 (Oberstufe Religion. Heft 8, Materialheft), ISBN 3-7668-0766-8 (Oberstufe Religion. Heft 8, Lehrerheft).
- Wirtschaftsethik. Institut für Religionspädagogik der Erzdiözese, Freiburg im Breisgau 1990 (Materialien für den Religionsunterricht an beruflichen Schulen. Heft 1).
- (mit Rudolf Mack und Claus Ramsperger) Jesus – Neue Aspekte der Christologie: Der Spielfilm „Jesus von Montreal“ im Unterricht. Calwer Verlag, Stuttgart 1995, 2. Auflage 1997, ISBN 3-7668-3305-7 (Calwer Materialien.).
- (mit Rudolf Mack) Die Bibel: Anregungen für das Leben. Calwer Verlag, Stuttgart 1998, ISBN 3-7668-3573-4 (Schülerheft), 3-7668-3574-2 (Lehrerheft).

Erzählungen als Book-on-Demand
- Wertheim–Los Angeles: Erzählungen. Frieling, Berlin 2002, ISBN 3-8280-1849-1.
- Ein Sommerlächeln pur: Erzählung. Pro Business, Berlin 2003, ISBN 3-937343-04-0.
- Das Leben ist ein Patchwork: Erzählung. Pro Business, Berlin 2004, ISBN 3-934529-29-1.
- Umsorgt sein im Alter: Tagebuch einer Wohngemeinschaft. Pro Business, Berlin 2007, ISBN 978-3-939430-60-5.